# Саво Јоксимовић
Саво Јоксимовић (Буче, код Берана, 25. март 1913 — Београд, 19. јун 1980), учесник Народноослободилачке борбе, правник, генерал-пуковник ЈНА, друштвено-политички радник СФРЈ и СР Црне Горе и народни херој Југославије.

## Биографија
Рођен је 25. марта 1913. године у селу Буче, код Берана. Потицао је из сиромашне сељачке породице Максима Јоксимовића. Основну школу је завршио у родном месту, а гимназију у Беранама. После матуре, 1931. године је уписао Правни факултет у Београду. Још као ученик гимназије, прикључио се омладинском револуционарном покрету, а доласком на Београдски универзитет, активно се укључио у студентски револуционарни покрет.
На Универзитету је учествовао у свим политичким акцијама револуционарних студената, због чега је више пута хапшен и извођен пред суд. Војни рок је одслужио током 1934. и 1935. године у Школи за резервне официре у Билећи. По доласку из војске, 1935. године је примљен у чланство Комунистичке партије Југославије (КПЈ). Поред политичке активности на Универзитету, активно је преко распуста учествовао у јачању партијских организација у Беранском срезу. Почетком 1936. године је био ухапшен, под сумњом да је учествовао у убиству жандармеријског поднаредника Пантовића, вође патроле која је покушала да растера омладину с великог револуционарног посела у Пешцима. У истражном затвору у Беранама остао је до маја исте године, када је, судском пресудом, ослобођен оптужбе. Убрзо после пуштања на слободу, дошло је до полицијске провале у беранску партијску органузацију, па је са групом другова, да не бих био ухапшен, морао да емигрира у Албанију, у град Берат. После повратка из Албаније, поново је провео месец дана у затвору.
Године 1937. се спремао, да на позив КПЈ, оде у Шпанију и да се тамо у редовима Интернационалних бригада, бори против фашизма. Приликом поласка, био је ухапшен на железничкој станици у Београду. Тада је провео 15 дана у затвору Управе града Београда познатој „Главњачи“, где га је ислеђивао злогласни полицијски агент Ђорђе Космајац. Иако је у затвору био мучен и малтретиран, није ништа признао и никога одао. Од 1938. па до почетка рата, као апсолвент права, бавио се професионаним политичко-револуционарним радом, како на Универзитету, тако и у родном крају. Пошто се за време боравка у Албанији, није одазвао на војну вежбу, Војни суд у Сарајеву га је почетком 1939. године осудио на три месеца затвора и одузимање официрског чина, а казну је издржао у Беранама. Био је један од учесника великих студентских демонстрација у Београду, 14. децембра 1939. године. После демонстрација је у познатој „физичкој сали“ старе зграде Правног факултета (ова сала се данас зове „Сала народних хероја, а у згради се налази Филолошки факултет) одржао је предавање о полицијском терору над студентима, после чега се на неколико месеци повукао у илегалност и живео у Новом Саду и Беранама.

### Народноослободилачка борба
После антиратних демонстрација у Загребу, 1940. године, поново је био ухапшен, с групом другова, и предат Државном суду за заштиту државе. Тада је извесно време провео у затвору Управе града Београда „Главњачи“, а онда је послат у новосадски затвор, где је са групом затвореника учествовао у шестодневном штрајку глађу, током кога су захтевани бољи услови за политичке затворенике. После тога је био пребачен у затвор на Ади Циганлији, пошто му је било суђено у Београду. Заједно с групом беранских комуниста, био је оптужен да је у демонстрацијама 14. децембра 1939. године, поред осталог, тукао жандарма, али је у недостатку доказа био ослобођен.
За време Априлског рата, 1941. године, налазио се на челу добровољачког одреда од око 80 људи, који је био формирао Месни комитет КПЈ за Беране и са којим је пошао на југословенско-италијанско ратиште у Албанији. После окупације Југославије, активно је радио на организовању устанка у Беранском срезу. Као члан Војне комисије, организовао је прикупљање и чување оружја, радио на формирању герилских одреда, на обучавању омладине у руковању оружјем. У борбама за ослобођење Берана, од 18. до 20. јула, био је командир Бучког герилског одреда. После ослобођења Берана, био је именован за члана Војног комитета, и у том својству је учествовао у организовању устаничких батаљона и других самосталних јединица у Беранском срезу. На Скупштини народних представника среза беранског, 21. јула 1941, активно је учествовао у доношењу одлука и формирању „Среског народног одбора ослобођења“ — ово је био први народноослободилачки одбор формиран у Југославији, а Саво је био његов члан.
У другој половини 1941. године био је изабран за члана Месног комитета КПЈ за Колашин, а нешто касније и за члана Окружног комитета КПЈ за Колашин. Тада је именован и за политичког комесара Комског партизанског одреда, са којим је учествовао у бици за Пљевља, 1. децембра 1941. године. У овој борби се истакао изванредном храброшћу — предводио је групу бомбаша у јуришу на непријатељска утврђења и био тешко рањен. Потом је био на лечењу у партизанској болници на Жабљаку, а током борaвка у овој болници обављао је дужност њеног политичког комесара.
После оздрављења, почетком марта 1942. године, поново се вратио у Колашин. Тада је формиран нови Окружни комитет и Саво је био његов секретар. Од краја јуна 1942. до пролећа 1943. године радио је на организовању партизанских група у горњем Полимљу и Потарју, у својству организационог секретара ОК КПЈ за Беране. Потом се у пролеће 1943, пред саму Пету непријатељску офанзиву, пробио до Врховног штаба НОВ и ПОЈ, где је реферисао о политичкој ситуацији на његовом терену. Тада је добио задатак да ради на организовању служби безбедности, које би требало да заштите народ од окупаторских и квислиншких јединица, али га је почетак Пете непријатељске офанзиве омео у овом задатку.
Затим је учествовао  y формирању Андријевичко-беранског ударног батаљона, с којим ћe до јесени 1943. године учествовати у борбама у непријатељској позадини. Октобра 1943. је поново био изабран за секретара Окружног комитета КПЈ за Беране и тада је активно радио на ослобођеној територији горњег Полимља на организовању народне власти, мобилизацији нових бораца, стварању нових јединица и др. Априла 1944. године је постао командант групе новоформираних батаљона, са којима се борио против Немаца и квислиншких јединица — четника и муслиманске милиције. Септембра 1944. је учествовао у борбама за ослобођење Андријевице и Берана, од Немаца и четника, а октобра 1944. је са групом официра НОВ и ПОЈ био упућен у Совјетски Савез на школовање. У Москви је завршио Вишу војну академију „Ворошилов“.

### Послератни период
Када се вратио у Југославију, 1946. године био је упућен у Народну Републику Македонију, где као помоћник министра унутрашњих послова Цветка Узуновског, имао задатак да организује разбијање заосталих балистичких банди. За време боравка у НР Македонији, био је члан Градског комитета КПМ за Скопље. У пролеће 1947. године је послат у Народну Републику Црну Гору, где се кратко време налазио на дужности министра правосуђа, а од октобра 1947. до септембра 1951. године на дужности министра унутрашњих послова у Влади НР Црне Горе. За члана Централног комитета КП Црне Горе, био је биран на Првом, октобра 1948. и Другом конгресу, октобра 1954. године. Био је биран и за члана Главног одбора Социјалистичког савеза радног народа Црне Горе и Главног одбора Савеза удружења бораца НОР-а и антифашиста Црне Горе.
Од септембра 1951. године прешао је у професионалну војну службу у Југословенску народну армију (ЈНА). Завршио је Вишу војну академију ЈНА и Курс оператике ЈНА и обављао дужности помоћника команданта за позадину у Скопљу и Загребу, начелника управе у Команди позадине ЈНА и др. У чин генерал-пуковника ЈНА унапређен је 1968, а пензионисан је 1973. године.
Умро је 19. јуна 1980. године у Београду и сахрањен је у Алеји народних хероја на Новом гробљу у Београду.

## Књиге и одликовања
Бавио се војном публицистиком. Написао је и објавио више текстова о НОБ и револуцији у Беранском крају и Црној Гори. Написао је и три књиге:
- „У герили”, Титоград, 1963,
- „Плиме и осеке”, Иванград, 1971. и
- „Батаљони народних одборника”, Рожаје — Београд, 1975.[1]

Носилац је Партизанске споменице 1941. и других југословенских одликовања, међу којима су — Орден заслуга за народ са златном звездом, Орден братства и јединства са златним венцем, Орден партизанске звезде са сребрним венцем и Орден за храброст. Орденом народног хероја је одликован 27. новембра 1953. године.